# Roland Zanga
 (décembre 2022).
Roland Zanga, né en 1973 à Kinshasa, est un peintre et dessinateur congolais. Il quitte la RDC à l'âge de 17 ans pour aller vivre en Belgique. En 1998, il est diplômé en Arts plastiques, spécialité Bande dessinée, à l'École de recherche Graphique (École belge d'art et de design, l'un des cinq instituts des Écoles supérieures des arts Saint-Luc, à Bruxelles, Belgique).

## Trajectoire
Roland Zanga né d'un père congolais et d'une mère belge, commence à dessiner avec des crayons graphite et gouache, ses outils de prédilection, pendant ses années d'études. Il expérimente également les teintures au café et au curcuma, dans lesquelles il retrouve les couleurs de la terre et du bois, matériaux traditionnels en Afrique. Il y découvre les nuances et les tons parfaits pour l'expression artistique des symboles et masques africains, éléments centraux de sa culture d'origine.
En combinaison avec d'autres techniques, il utilise la technique du "griffisme" sur ses dessins : il dessine en grattant le papier, créant des reliefs et des textures sur le support.
En 2021, il organise une exposition en collaboration avec le chef Nerry Lianza, créateur de l'Afro-fusion, à Bruxelles.
En 2022, il travaille la gouache et la feuille d'or, fidèle à sa discipline de base, le dessin. Les thèmes qu'il brode sont la femme, la parenté et la famille, mêlant figures africaines et Art nouveau. Il est un admirateur d'Alfons Mucha.
En 2022, il collabore également avec le programme conjoint UNFPA-UNICEF de lutte contre les mutilations génitales féminines, avec une œuvre intitulée Regards d'espoir, exposée au bâtiment des Nations Unies à New York du 12 au 24 septembre de cette même année.
Fin 2022, il est déclaré Artiste du trimestre par l'Association africaine et catalane de coopération (AFRICAT).